# Deininger Haufen

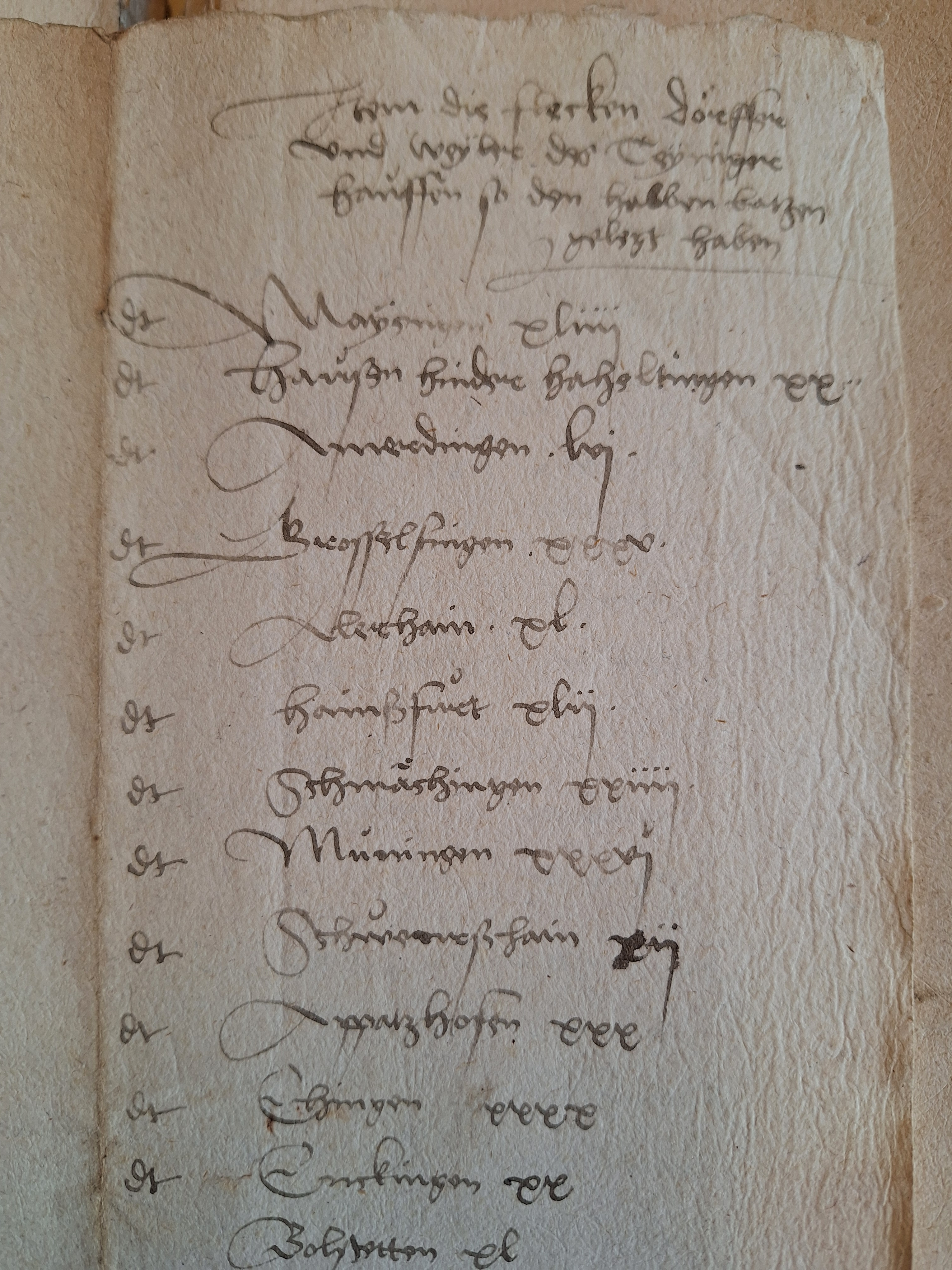
Die Liste mit den Orten, aus denen im April 1525 Bauern beim Deininger Haufen versammelt waren. Die Dörfer waren mit folgender Mannstärke vertreten: Maihingen 44 Bauern, Hausen hinter Hochaltingen 20, Amerdingen 56, Grosselfingen 35, Alerheim 40 usw. (Fürstlich Oettingen-Wallerstein´sches Archiv Harburg)

Der Deininger Haufen war eine erste große Zusammenrottung von Bauern im Nördlinger Ries im Deutschen Bauernkrieg.

## Verlauf
Im Frühjahr 1525 war auch das Nördlinger Ries in Aufruhr. Von Oberschwaben her hatten sich revolutionäre Gedanken verbreitet. Vor allem von den unterdrückten Bauern wurden Freiheitsrechte, Abgabenverringerung und kirchliche Reformen gefordert. Diese frühe demokratische Bewegung erreichte mit dem Deininger Haufen Ende März einen ersten Höhepunkt. Aus Bopfingen kam am 29. März der Ipf-Haufen mit 300 Mann dazu und vereinigte sich mit den Riesern. In der Schreibstube der Bauern war der örtliche Pfarrer Stefan Wolf tätig. Es gingen Briefe an die benachbarten Städte und Dörfer sowie an andere Bauernhaufen mit der Bitte um Unterstützung. In der Folge strömten weitere Aufständische aus allen Himmelsrichtungen hinzu. Schließlich lagerten mehrere Tausend Bauern aus über 100 Ortschaften bei Deiningen auf freiem Feld. Die 24 Bauernräte entstammten meist der großbäuerlichen Schicht, wie der Meierbauer Jörg Hahn aus Löpsingen, dessen Hof mit rund 90 Hektar zu den größten in der Umgebung zählte. Die Forderungen der Bauern wurden mit Abgesandten der Oettinger Grafen und des Schwäbischen Bundes am 7. April in der Aumühle (gelegen an der Eger, heute Stadtteil von Nördlingen) bei Löpsingen verhandelt. Mit dem Versprechen von Veränderungen, aber auch mit der Androhung von militärischer Gewalt wurden die Revolutionäre am 12. April zur friedlichen Auflösung des Haufens bewogen. 

## Weitere Entwicklung
Es gärte jedoch weiter und so kam es ab Ende April zu einer Reihe von Gewaltexzessen, bei denen später die Klöster Mönchsroth, Maihingen und Auhausen geplündert wurden, bevor am 7. Mai 1525 bei Ostheim ein rund 8000 Mann starkes Bauernheer von einer kleinen markgräflich-ansbachischen Truppe besiegt wurde. Das Ende des Bauernkrieges in der Gegend erfolgte am 17. Mai in Ellwangen mit der Niederschlagung der Aufstände.